# 8 mai 1932
Le dimanche 8 mai 1932 est le 129e jour de l'année 1932.

## Naissances
- Colette Ritz (morte le 9 septembre 2007), chanteuse de variétés active dans les années 1960
- John Roeburt (mort le 22 mai 1972), journaliste français
- Ladislav Olejník, joueur de hockey sur glace tchèque
- Mario Rosa, historien italien
- Phyllida Law, actrice britannique
- Richard Forrest (mort le 15 mars 2005), auteur américain de roman policier et de littérature d’enfance
- Sonny Liston (mort le 30 décembre 1970), boxeur américain

## Décès
- Albert Thomas (né le 16 juin 1878), historien, homme politique et journaliste français, fondateur de la "Revue syndicaliste" et de l'"Information ouvrière et sociale" et premier directeur-général du Bureau International du Travail
- Ellen Churchill Semple (née le 8 janvier 1863), géographe américaine
- Louis Archinard (né le 11 février 1850), général français de la Troisième République
- Petar Gudev (né le 13 juillet 1863), personnalité politique bulgare

## Événements
- France : victoire des radicaux aux élections législatives. Rupture des négociations des radicaux avec la SFIO. Le PCF n’obtient que douze sièges. La crise économique favorise l'Action française et les Croix-de-feu appelées « ligues ».
- Grand prix de Targa Florio.